# Karl-Heinz Oberthier
Karl-Heinz Oberthier (* 1950 oder 1951) ist ein deutscher Meteorologe.

## Leben

### Herkunft und Ausbildung
Er wuchs in der rheinland-pfälzischen Ortsgemeinde Tiefenthal auf und studierte Meteorologie an der Johannes Gutenberg-Universität Mainz. In seiner 1988 vorgelegten Diplomarbeit beschäftigte er sich mit einer Erweiterung und Verifikation des Asai-Kasahara-Zylindermodells zur Simulation konvektiver Prozesse in der Atmosphäre.

### Berufliche Karriere
Zwischen 1986 und 1993 gehörte er zum Meteorologenteam des ZDF. Dort erstellte und präsentierte er die Wettervorhersagen in den Nachrichtensendungen des Fernsehsenders. Daraufhin schloss er sich – zusammen mit mehreren ehemaligen Meteorologenkollegen vom ZDF – als Gesellschafter der vom Fernsehproduzenten Norman Gabler gegründeten Meteo Consult Wetter & Klimaberatung GmbH an und fungierte hier auch als Co-Geschäftsführer. Das Unternehmen lieferte Wetterdaten und -animationen unter anderem für den Südwestfunk, für Vox sowie für den ARD-Teletext und plante, 1994 einen Wetter-Fernsehsender nach dem Vorbild des US-amerikanischen The Weather Channel zu gründen.
Anfang Februar 1995 schied Oberthier aus der Position des Co-Geschäftsführers aus, blieb Gabler allerdings weiterhin verbunden. So arbeitete er später – bis mindestens 2016 – für dessen Visiomedia GmbH sowie für die daraus hervorgegangenen privaten Wetterdienstleister WetterNet GmbH (hier zeitweise als Geschäftsführer) und Q.met GmbH.